# Dubina Juryzdycka
Dubina Juryzdycka (biał. Дубіна Юрздыцкая; ros. Дубина Юрздыцкая) – wieś na Białorusi, w obwodzie mińskim, w rejonie wołożyńskim, w sielsowiecie Wołożyn.
Znajduje się tu parafialna cerkiew prawosławna pw. św. Jerzego Zwycięzcy.
W dwudziestoleciu międzywojennym miejscowość leżała w Polsce, w województwie nowogródzkim, w powiecie wołożyńskim.